# Левашова Марія Сергіївна
Марія Сергіївна Левашова — історик права. 
Відомостей про життєвий шлях цієї дослідниці майже не збереглося. 
У другій половині 1910-х навчалась на історико-філологічному відділенні Одеських вищих жіночих курсів. Під впливом проф. І.Линниченка зацікавилась історичними дослідженнями. Значилась серед членів-засновників Одеського бібліографічого товариства  при Імператорському Новоросійському університеті. Єдиним внеском М. Левашової до історіографії залишилась її робота, надрукована коштом І. Линниченка у «Трудах слушательниц ОВЖК». Власне це був текст реферату, який вона прочитала на одному з семінарів. Робота була написана у традиціях історико-правового напрямку в історіографії. Автор ретельно дослідила правові норми Руської Правди та Салічної Правди франків, а потім порівняла ці норми. М. Левашова простежила як у цих пам’ятках відбилась правова ментальність населення. Вона дійшла висновку, що попри подібність багатьох норм, не можна казати про пряме запозичення норм Салічної Правди укладачами Правди Руської. 
На її думку, подібність норм зумовлена певними спільними закономірностями розвитку суспільства в різних народів.

## Праці
- Уголовное право Русской Правды сравнительно с Саллической // Труды слушательниц Одесских высших женских курсов. – Одесса, 1911. – Т. 1. – Вып. 2.

## Посилення
Музичко Олександр Євгенович - Левашова Марія Сергіївна [Архівовано 5 березня 2016 у Wayback Machine.]